# Jaylon Jones
Jaylon Jones (Cibolo, 3 aprile 2002) è un giocatore di football americano statunitense che milita nel ruolo di cornerback per gli Indianapolis Colts della National Football League (NFL).

## Carriera

### Indianapolis Colts
Al college Jones giocò a football a Texas A&M. Fu scelto nel corso del settimo giro (221º assoluto) del Draft NFL 2023 dagli Indianapolis Colts. Debuttò come professionista subentrando nella gara del primo turno contro i Jacksonville Jaguars. Nella settimana 5 contro i Tennessee Titans disputò la prima gara come titolare mettendo a segno 2 tackle. La sua prima stagione si chiuse con 44 placcaggi e 5 passaggi deviati disputando tutte le 17 partite, di cui 10 come titolare.
Nel terzo turno della stagione 2024, Jones mise a segno i primi due intercetti in carriera ai danni di Caleb Williams nella vittoria sui Chicago Bears per 21-16, venendo premiato come miglior difensore della AFC della settimana.

## Palmarès
- Difensore della AFC della settimana: 1

3ª del 2024